# Шарбкув
Шарбкув (пол. Szarbków) — село в Польщі, у гміні Пінчів Піньчовського повіту Свентокшиського воєводства.
Населення — 247 осіб (2011).
У 1975-1998 роках село належало до Келецького воєводства.

## Демографія
Демографічна структура на день 31 березня 2011 року:
|          | Загалом | Допрацездатний вік | Працездатний вік | Постпрацездатний вік |
| -------- | ------- | ------------------ | ---------------- | -------------------- |
| Чоловіки | 135     | 28                 | 96               | 11                   |
| Жінки    | 112     | 27                 | 62               | 23                   |
| Разом    | 247     | 55                 | 158              | 34                   |